# Charalampos Charalampous (Fußballspieler, 1999)
Charalampos Charalampous (thailändisch ชาราลัมปัส ชาราลัมปัส, griechisch Χαράλαμπος Χαραλάμπους-Πίμπος) (* 1. Juli 1999 in Limassol) ist ein zyprisch-thailändischer Fußballspieler.

## Karriere

### Verein
Charalampos Charalampou erlernte das Fußballspielen in der Jugendmannschaft von Aris Limassol. Die erste Mannschaft spielte in der ersten Liga. Als Jugendspieler kam er einmal für den Verein aus Limassol in der ersten Liga zum Einsatz. Hier wurde er am 24. Februar 2014 bei der 4:1-Auswärtsniederlage bei Ermis Aradippou in der 78. Minute für den Schweden Christer Youssef eingewechselt. Am 1. Juli 2019 unterschrieb er seinen ersten Profivertrag bei seinem Jugendclub. Von Oktober 2021 bis Saisonende wurde er an Ermis Aradippou ausgeliehen. Die Saison 2022/23 stand er bei dem Zweitligisten Krasava ENY Ypsonas FC unter Vertrag. Für den Verein aus Ypsonas bestritt er 25 Ligaspiele. Im Sommer 2023 wechselte er nach Thailand, wo er sich in Uthai Thani dem Erstligaaufsteiger Uthai Thani FC anschloss. Nach einer Spielzeit, in der er 26 Erstligaspiele bestritt, wurde sein Vertrag im Sommer 2024 nicht verlängert. Ende Juni 2024 nahm ihn der amtierende Meister Buriram United unter Vertrag. In der Hinrunde 2024/25 bestritt er für den Meister ein Ligaspiel. Im Dezember 2024 wechselte er auf Leihbasis zu seinem ehemaligen Verein Uthai Thani FC.

### Nationalmannschaft
Charalampos Charalampou spielte von 2017 bis 2018 sechsmal in U19-Nationalmannschaft von Zypern.